# Nachal Milcham
Nachal Milcham (hebrejsky: נחל מלחם) je vádí v severním Izraeli a na Západním břehu Jordánu.
Začíná v nadmořské výšce okolo 300 metrů na severovýchodních svazích hory Har Alexander, východně od města Umm al-Fachm v regionu Vádí Ara v Izraeli. Směřuje pak kopcovitou a zalesněnou krajinou k východu, kde vstupuje na území Západního břehu Jordánu a severozápadně od obce Rumana ústí zleva do vádí Nachal Rimonim.